# Игнатий (Рождественский)
Епи́скоп Игна́тий (в миру Никола́й Дми́триевич Рожде́ственский; 13 (25) апреля 1827, Москва — 7 (19) июня 1883) — епископ Русской православной церкви, епископ Костромской и Галицкий.

## Биография
Родился в Москве, в семье священника Георгиевской, что в бывшем монастыре, церкви Дмитрия Алексеевича Рождественского (1796—1848) и племянницы митрополита Филарета, Анны Иродионовны, урожденной Сергиевской (1805 — после 1870).
Образование получил в Московской духовной семинарии (1846) и Московской духовной академии.
21 мая 1850 года пострижен в монашество митрополитом московским Филаретом (Дроздовым) при окончании академического курса. В том же году последовательно произведён во иеродиакона, иеромонаха и назначен учителем словесности и латинского языка и инспектором Московской духовной семинарии. В следующем году переведен на кафедру священного писания и греческого языка и библейской истории.
1 января 1855 года посвящён во архимандрита.
В 1857 году назначен ректором и профессором богословских наук в Вифанскую семинарию.
В конце года назначен членом московской духовной консистории, а в начале 1858 года членом московского духовно-цензурного комитета.
7 августа 1859 года ему дан в управление московский Знаменский монастырь.

В 1860 г. освободилась должность ректора Московской духовной академии. Обер-прокурор Св. Синода гр. Толстой рекомендовал на это место Игнатия. Митрополит Филарет, признавая, что «Вифанский ректор правильный и спокойный администратор», возражал:
…Требует внимание и то, что ректор Вифанский внук моей сестры. Хотя не мною будет он назначен в академию: но конечно более или менее будет это приписано мне: а это ущерб для избираемого…
И для меня неудобно и для Св. Синода должно быть нежелательно, чтобы начальник непосредственный подо мной был мой родственник… 
На место ректора академии был назначен архимандрит Савва (Тихомиров), а Игнатий вернулся на место ректора Московской духовной семинарии.
В воспоминаниях Саввы приведено множество писем от «доброго товарища и друга», его однокашника по академии, Игнатия.
10 января 1861 года перемещён в Московскую духовную семинарию ректором и профессором богословских наук.
25 октября 1863 года назначен настоятелем московского Богоявленского монастыря.
7 августа 1866 года хиротонисан в Троице-Сергиевской лавре во епископа Можайского, второго викария Московской митрополии.
С 1869 года состоял почётным членом Московского общества любителей духовного просвещения. С 1872 года — Московского братства св. Петра митрополита. С 1877 года — общества попечения о детях лиц, сосланных в Сибирь, с 1878 года — Костромского общества попечения о больных и раненых воинах.
17 декабря 1877 года назначен епископом Дмитровским, первым викарием Московской митрополии.
11 февраля 1878 года назначен на архиерейскую кафедру в Кострому. Москвичи с сожалением прощались с Игнатием. По мнению Н. П. Киреевской — «личность безошибочно искренняя, добрая, чистая… Отношения с ним верны, покойны и приятны». Протоиерей Зернов пишет о нём: «Московское духовенство и его дети долго будут помнить кроткого и тишайшего Игнатия!».
Корреспонденты Саввы жаловались ему на состояние Игнатия в последние годы его жизни: никому не пишет почти ничего не ест, не служит, никого не принимает и никуда не выезжает.
Скончался в Костроме после непродолжительной болезни от крайнего истощения сил. Похоронен в костромском соборе.